# Волкона
Волкона — столица удельного Волконского княжества. Вотчина и резиденция князей Волконских. Находилась на реке Волхонка (в древности Волкона, Волконь), на территории современного Дубенского района Тульской области.

## История
Как показали археологические исследования, первое поселение — славянская крепость — возникло здесь ещё в конце X века. В XIV—XV веках на этом месте существовал центр владений князей Волконских. После вхождения Волконского княжества во второй половине XV века в состав централизованного Русского государства, Волкона стала находиться в Алексинском уезде. В XVII веке Волкона запустела. Князья Волконские в своей родословной росписи, поданной в Разрядный приказ в 1686 году, писали, что «Волкона и Павшино — городищи великия в Олексинском уезде и доныне знатны».

## Городище
Долгое время точное расположение Волконы не было установлено. Предполагалось, что она находилась в нижнем течении реки Волхонка, у её впадения в Упу. В начале XX века Н. И. Троицкий предположил в своих статьях «Городище при селе Поречье Одоевского уезда Тульской губернии» и «Березовское городище и древний удельный город Волконеск», что остатками Волконска является городище на левом берегу Волхонки на церковной земле с. Берёзово. Основанием предположения стало то, что рядом с городищем находился храм Успения Пресвятой Богородицы, «что на городищи» или «что на Волконе». Современная археология датирует Берёзовское городище, расположенное в 170 м к югу от остатков фундамента храма Успения Пресвятой Богородицы, XII—XIII веками, что не совпадает с историческими данными. Небольшая площадь Берёзовского городища (около 50х50 м) нехарактерна для крупного города.
Археологами показано, что Тимофеевское городище является остатками городского центра Волконского княжества. Памятник находится в 530 м к востоку от Березовского городища, на юго-западной окраине деревни Тимофеевка, на мысу между речкой Челомна и поймой реки Волкона. Площадь городища составляет 120х90 м. С напольной стороны поселение укреплено двойной линией валов (высота 4—4,5 м) и рвом. Культурный слой (0,3—1 м) содержит отложения конца I тысячелетия н. э. (роменская культура), древнерусского (XII—XIII века) и более позднего (XIV—XVI века) времени.